# مورتن بير
مورتن بير (بالنرويجية البوكمول: Morten Berre)‏ (10 أغسطس 1975 بأوسلو في النرويج - ) هو لاعب كرة قدم نرويجي في مركز الهجوم. شارك مع منتخب النرويج تحت 21 سنة لكرة القدم ومنتخب النرويج لكرة القدم. أما مع النوادي، فقد لعب مع نادي سانت باولي ونادي شايد ونادي فوليرينغا ونادي فيكينغ ونادي هاوغسوند.

## وصلات خارجية
- مورتن بير على موقع اتحاد النرويج (النرويجية)
- مورتن بير على موقع قاعدة بيانات كرة القدم.إي يو (الإنجليزية)
- مورتن بير على موقع ناشيونال فوتبول تيمز (الإنجليزية)
- مورتن بير على موقع عالم كرة القدم.نت (الإنجليزية)